# Sybille Bedford
Sybille Bedford   (Charlottenburg, 16 de març de 1911 - Londres, 17 de febrer de 2006) nom de ploma de Sybille Aleid Elsa von Schoenebeck va ser una escriptora i periodista alemanya, nacionalitzada britànica després de la Segona Guerra Mundial, que va escriure la seva obra literària en anglès. Va ser coneguda especialment per haver escrit la biografia de l'escriptor Aldous Huxley.

## Biografia
Sybille Bedford era  filla de l'aristòcrata i baró alemany Maximilian Josef von Schoenebeck (1853-1925), retirat oficial de l'exèrcit, col·leccionista d'art i catòlic, i d'Elisabeth Bernhardt (1888-1937), alemanya d'origen jueu. Divorciats quan era una nena, es va quedar amb el pare a Alemanya però en morir el progenitor el 1925, quan ella tenia 14 anys, i Sybille va anar a viure a Itàlia amb la seva mare i el seu padrastre, un estudiant d'arquitectura italià. Durant aquests anys va estudiar a Anglaterra, allotjant-se a Hampstead, van ser habituals les seves estades a Anglaterra i els viatges a Itàlia, fins que amb l'ascens del feixisme italià i el nazisme alemany, la família es va instal·lar a França, a la localitat de Sanary-sud-Mer. Allí va tenir l'oportunitat de conèixer altres intel·lectuals que serien referents al segle xx, com Thomas Mann, exiliat amb la seva família, Bertolt Brecht, René Schickel i Aldous Huxley, entre d'altres. Amb Thomas Mann i Huxley va travar amistat, però fou aquest últim i la seva esposa els qui més la van impressionar, i Aldous qui la va conduir pel món de la literatura i es va convertir en «el seu mentor i model intel·lectual», segons les seves pròpies paraules. El 1934 va escriure per a la revista d'exiliats alemanys editada per Mann Die Sammlung una recensió literària en la qual criticava fortament al règim nazi, per a ella, un exemple de «fins a quines profunditats poden portar la passió sense la inhibició [resultat] de la intel·ligència i amb l'alè de l'estupidesa sense fons». Poc després es van cancel·lar tots els seus comptes bancaris a Alemanya i va haver de sobreviure amb l'ajuda dels seus amics fent classes de llengua. El 1934 es va casar per conveniència amb Walter Bedford, que era homosexual, i va aconseguir la nacionalitat britànica. El matrimoni va acabar en divorci poc després, però Bedford va mantenir el cognom i va publicar tota la seva obra posterior sota el nom de «Sybille Bedford». Quan va esclatar la Segona Guerra Mundial i l'amenaça nazi sobre França, va emigrar des de Gènova cap als Estats Units amb l'ajuda de Huxley, i va establir-se a Califòrnia. Va treballar com a traductora i secretària; allí es va enamorar d'Evelyn W. Gendel, que va abandonar al seu marit per Bedford i es va dedicar posteriorment a l'escriptura i l'edició. En finalitzar el conflicte, va tornar al Regne Unit, on es va establir definitivament. Bedford, que era lesbiana, va començar la seva relació amb Eda Lord el 1955; ambdues es van mantenir unides fins a la mort de Lord, el 1976.
A la Gran Bretanya es va dedicar de ple a la literatura i el seu primer llibre de viatges novel·lat, A visit to Don Otavio, es va convertir el 1953 en un èxit literari. Després va seguir una novel·la que, en realitat, va ser el primer llibre de la seva autobiografia, A legacy, un best-seller al món anglosaxó. A continuació en va escriure tres més que van acabar per completar el seu recorregut vital: A favourite of the gods (1963), A compass error (1968) i Jigsaw: an unsentimental education (1989). Amb aquesta última obra va ser candidata al prestigiós Boker Prize. Malgrat això, fora de l'àmbit britànic i nord-americà, se l'ha reconegut especialment per la biografia d'Aldous Hugley, publicada el 1973-1974 en dos volums amb el títol Aldous Huxley: A biography. L'obra representa el primer estudi i un dels més complets de la personalitat i vida de l'autor nord-americà.
Sybille Bedford va ser membre de la Royal Society of Literature, de l'English Pen Club i va rebre l'Ordre de l'Imperi Britànic el 1984.